# Kanton Le Kremlin-Bicêtre
Kanton Le Kremlin-Bicêtre (fr. Canton du Kremlin-Bicêtre) je francouzský kanton v departementu Val-de-Marne v regionu Île-de-France. Tvoří ho dvě obce.

## Obce kantonu
- Gentilly (západní část)
- Le Kremlin-Bicêtre